# Pápainé
Pápainé (en húngaro: Viuda Papai) es una de las primeras composiciones vocales del compositor húngaro György Ligeti. Está basada en un texto del poeta húngaro Sándor Weöres y refleja la influencia de Bartók en Ligeti.

## Composición
La composición fue terminada en 1953, como una pieza escolar en la Academia de Música Franz Liszt, cuando Hungría atravesaba por la era estalinista. La pieza no fue estrenada de inmediato en Hungría porque era demasiado disonante para los estándares de la época. Como la mayoría de sus primeras composiciones vocales, se estrenó algunos años después. El estreno tuvo lugar en Estocolmo, el 16 de mayo de 1967. El Coro de la Radio Sueca realizó la primera interpretación, dirigida por Eric Ericson. Posteriormente fue publicado por la editorial Schott Music.

## Análisis
La pieza está escrita en un solo movimiento y tiene una duración de tres minutos. Está compuesta para un coro mixto SATB normal, pero requiere SAATBB en algunos segmentos. El texto está tomado de una balada tradicional húngara de Sándor Weöres y ha sido traducido al inglés por Desmond Clayton. La composición tiene un ritmo constante, marcado Andante moderato (♩ = 88), y solo cambia su tempo hacia el final, a un Meno mosso (♩ = 68) (Andante poco sostenuto).

## Grabaciones
- Gyorgy Ligeti Edition Vol 2 - A Cappella Choral Works. Terry Edwards, London Sinfonietta Voices. Sony, 1997.[5]